# Minou Nilsson
Minou Victoria Linnéa Nilsson, född 15 maj 2006 i Stockholm, är en svensk sångerska och deltagare i Idol 2024. Innan sin medverkan i Idol var hon (under artistnamnet "Miinou") en av två gästartister på Joakim Lundells låt "Hazardous", som gavs ut under år 2018. Hon mötte Idol-deltagarna Joel Nordenberg och Margaux Flavet i Idol-finalen, den 7 december 2024. Hon slutade där på en tredjeplats, efter att ha sjungit klart i den andra och näst sista ronden.